# Heriades micropthalma
Heriades micropthalma är en biart som beskrevs av Michener 1954. Heriades micropthalma ingår i släktet väggbin, och familjen buksamlarbin. Inga underarter finns listade i Catalogue of Life.